# Liesek
Liesek este o comună slovacă, aflată în districtul Tvrdošín din regiunea Žilina, pe malul râului Oravica⁠(d). Localitatea se află la altitudinea de 651 m deasupra n.m., se întinde pe o suprafață de 30,9 km2 și în 2017 număra 2.904 locuitori.

## Istoric
Localitatea Liesek este atestată documentar din 1558.

## Demografie
| An:                | 1994 | 2004    | 2014    | 2024   |
| ------------------ | ---- | ------- | ------- | ------ |
| Număr de persoane: | 2272 | 2588    | 2865    | 3118   |
| Diferență:         |      | +13,90% | +10,70% | +8,83% |

| An:                | 2023 | 2024   |
| ------------------ | ---- | ------ |
| Număr de persoane: | 3111 | 3118   |
| Diferență:         |      | +0,22% |